# Klada
Klada je bila lesena priprava za kaznovanje ljudi v srednjem veku.
Narejena je bila tako, da so med dva konca priprave vklenili roke in noge ter izpostavili obsojenca javni sramotitvi.